# XAUI
XAUI (uma concatenação do numeral romano X, significando "dez", e as iniciais de "Attachment Unit Interface") é um padrão de interconexão entre portas Ethernet de 10 Gigabits (10GbE) e com outros dispositivos eletrônicos numa placa de circuito impresso. Suas especificações constituem o padrão IEEE 802.3ae de 10GbE. Foi planejada como um substituto conveniente de 16 pinos para os 72 pinos da Media-Independent Interface (XGMII) de 10 Gigabits, também usada para rotear sinais 10GbE numa placa de circuito impresso. Por exemplo, um switch de rede pode ter muitas portas 10GbE, talvez de tipos diferentes, mas deve ter a capacidade de conectar qualquer porta a qualquer outra porta. Se todas estas portas forem do tipo XAUI, então os mesmos switches podem ser usados para interconectar quaisquer das portas usando uma quantidade mínima de cabeamento.